# Anechites
- Commons
- Wikispecies

Anechites Griseb.  é um género botânico pertencente à família Apocynaceae.

## Espécies
Apresenta oito espécies:
- Anechites adglutinatus Miers
- Anechites amazonicus Markgr.
- Anechites asperuginis Griseb.
- Anechites circinalis Miers
- Anechites lappulaceus Miers
- Anechites nerium Urb.
- Anechites revolutus Miers
- Anechites thomasianus Miers